# ATC kód H02
ATC kód H02 Kortikosteroidy pro systémové užití je hlavní terapeutická skupina anatomické skupiny H. Systémové hormonální přípravky kromě pohlavních hormonů a inzulinu.

## H02A Kortikosteroidy pro systémovou aplikaci, samotné

### H02AA Mineralokortikoidy
H02AA02 Fludrokortison

### H02AB Glukokortikoidy
H02AB01 Betamethason
H02AB02 Dexamethason
H02AB04 Methylprednisolon
H02AB07 Prednison
H02AB08 Triamcinolon
H02AB09 Hydrokortison

## Poznámka
- Registrované léčivé přípravky na území České republiky.
- Informační zdroj: Státní ústav pro kontrolu léčiv, Všeobecná zdravotní pojišťovna.